# Gene Bervoets

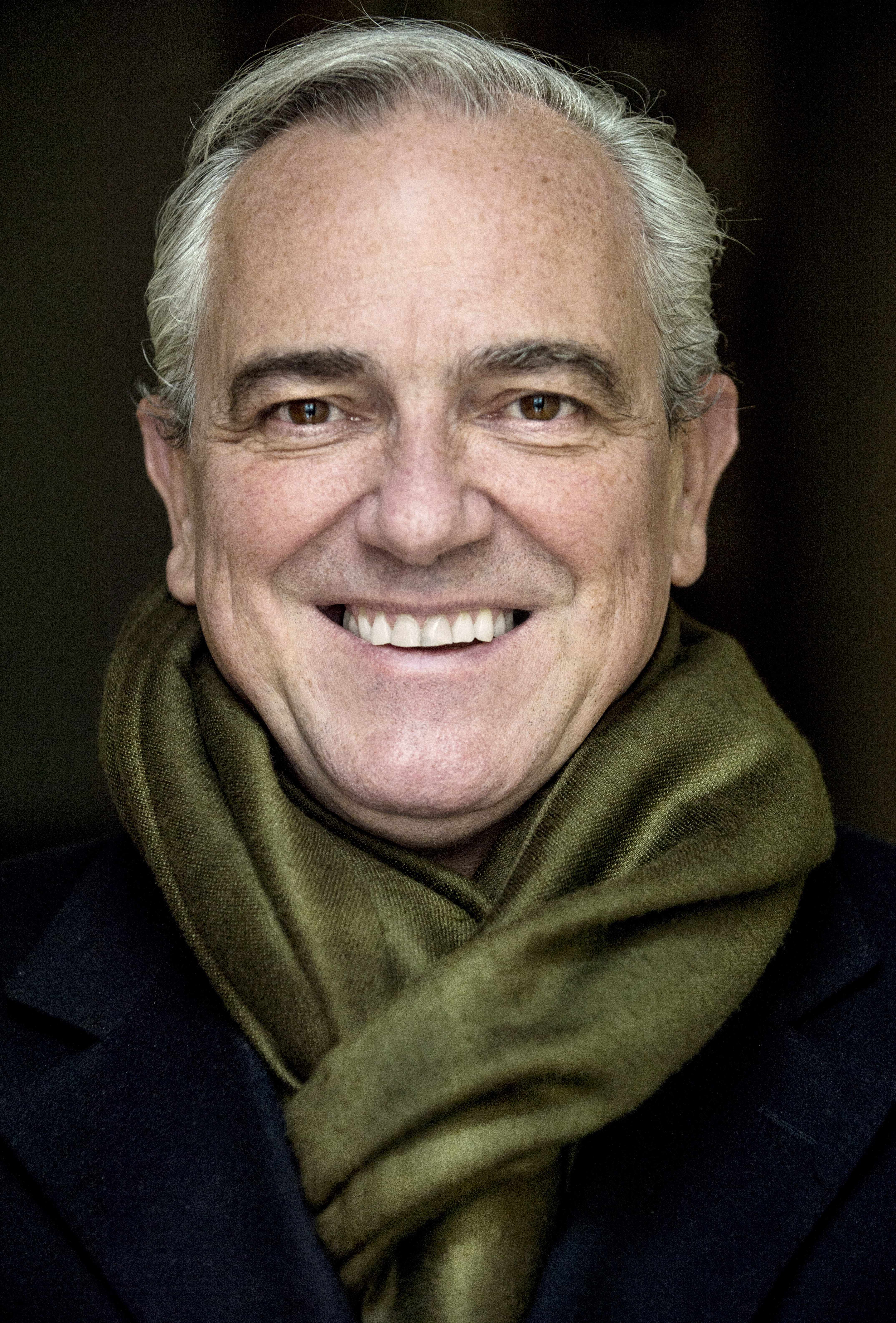
Gene Bervoets (2012)

Eugène Joanna Alfons Bervoets (* 26. März 1956 in Antwerpen), genannt Gene (Gène) Bervoets, ist ein belgischer Schauspieler, der seit 1979 in mehr als 60 Filmen mitgewirkt hat. Bekannt wurde Bervoets durch die Fernsehserie Windkracht 10 und den Film SM Richter. Zudem moderierte er die kulinarische Sendung Gentsee Waterzooi.

## Ausbildung
Bervoets studierte am Antwerpener „Studio Herman Teirlinck“. 1980 erhielt er sein Diplom.

## Berufliche Entwicklung
In den frühen 1980er Jahren gründete Bervoets die Punkband „De Plastik Bags“, in der er für den Gesang verantwortlich zeichnete.
Von 1986 bis 1990 war er Mitglied und Leiter der Theatergruppe „Het Theater van de Derde Wereld in Europa“ (übersetzt: „Das Theater der Dritten Welt in Europa“), die auch als „Tiedrie“ oder „TIE3“ bekannt wurde. Er übernahm die Leitung vom flämischen Dramatiker und Regisseur Tone Brulin. Unter seiner Führung thematisierte Bervoets mit seinem Ensemble die Probleme der Vierten Welt und änderte die Theatersprache. 1987 wurden sie mit dem Stück Ali, de 1001 nachtmerrie zum ersten Theaterfestival nach Antwerpen eingeladen. Ende der 1980er Jahre trat die Gruppe auf größeren europäischen Festivals auf. Anfang 1990er Jahre übergab Bervoets das Management an Ward Rooze.
Zudem war er auch an fast allen Hörspielen der Serie Heerlijke Hoorspelen van Het Geluidshuis beteiligt. 2012 trat er im Musical The Producers auf.
Bervoets spielte in zahlreichen Fernsehserien mit. Seine bekannteste Rolle war die des Peter Segers in der flämischen Serie Windkracht 10, die von 1997 bis 1998 ausgestrahlt wurde. Von 2005 bis 2009 spielte er die Rolle des Bob Dewindt in der Serie Kinderen van Dewindt.
Bereits 1979 war Bervoets zum ersten Mal im Kino mit dem Film Eine Frau zwischen Hund und Wolf (Originaltitel: Een Vrouw tussen Hond en Wolf) zu sehen, in dem er einen Soldaten verkörperte. Eine seiner größten Rollen war die des Koen Allegaerts im Film SM Richter (Original SM-Rechter).
Bervoets spielte auch in den Kurzfilmen Dead Passion (2012) und Home Suite Home (2015) mit. Kleinere Rollen bekleidete er 2015 im Film Der Admiral – Kampf um Europa über den niederländischen Admiral Michiel de Ruyter sowie 2018 im historischen Epos über den friesländischen König Radbod Pfad des Kriegers (im Original: Redbad), die beide vom Regisseur Roel Reiné inszeniert wurden.
Neben seinen filmischen Aktivitäten ist Bervoets auch beim belgischen Radiosender „Antwerpen FM“ aktiv. Zudem nahm er am populären Musikprogramm Het Swingpaleis teil.

## Auszeichnungen
2009 wurde Bervoets für das Goldene Kalb in der Kategorie „Bester Schauspieler“ nominiert. Den Lebenswerk-Filmpreis Mira d’Or bekam er 2010. 2015 gewann er in der Kategorie „Bester Schauspieler“ mit dem Ensor den wichtigsten Filmpreis Flanderns für den Film „Paradise Trips“.

## Engagement
Bervoets ist seit Februar 2013 Botschafter des gemeinnützigen Vereins „Een hart voor ALS“, der sich auf die Unterstützung und Förderung der wissenschaftlichen Forschung der Nervenerkrankung Amyotrophe Lateralsklerose konzentriert.

## Privates Leben
Von 1981 bis 1985 lebte Bervoets auf den Niederländischen Antillen in Sint-Maarten. Er ist seit 2001 mit der flämischen Schauspielerin Tine Laureyns verheiratet, die beiden haben vier Kinder. Sein Sohn Kaena Bervoets spielt in der Antwerpener Rockband „Paper James“.

## Filmografie (Auswahl)
Die nachfolgende Übersicht listet die Filme mit einer Beteiligung Bervoets auf, die auch in Deutschland veröffentlicht worden sind. Die komplette Filmografie für Kino und Fernsehen ist im Hauptartikel aufgeführt.
| Jahr | Originaltitel                   | Deutscher Titel                                                   | Rolle               | Regisseur                        |
| ---- | ------------------------------- | ----------------------------------------------------------------- | ------------------- | -------------------------------- |
| 2023 | Knokke Off                      |                                                                   | Jacques             |                                  |
| 2023 | Inside                          | Inside                                                            |                     | Vasilis Katsoupis                |
| 2019 | De Kraak                        | The Bank Hacker                                                   | Alidor Van Praet    | Frank van Mechelen, Joost Wynant |
| 2015 | Michiel de Ruyter               | Der Admiral – Kampf um Europa                                     | Van Ginneken        | Roel Reiné                       |
| 2014 | Le dernier diamant              | 137 Karat – Ein fast perfekter Coup                               | Philipe de Mazières | Eric Barbier                     |
| 2014 | Flying Home                     | Fliegende Herzen                                                  |                     | Dominique Deruddere              |
| 2009 | De laatste dagen van Emma Blank | Die letzten Tage der Emma Blank                                   | Haneveld            | Alex van Warmerdam               |
| 2009 | SM-rechter                      | SM Richter                                                        | Koen Allegaerts     | Erik Lamens                      |
| 2003 | Totgemacht – The Alzheimer Case | Lost Memory – Killer ohne Erinnerung auch: Mörder ohne Erinnerung | Seynaeve            | Erik Van Looy                    |
| 2000 | The Gas Station                 | Die Tankstelle                                                    | Mann (unbenannt)    | Jos Stelling                     |
| 1999 | Man van staal                   | Im Sturzflug zur Erde                                             | Vater von Victor    | Vincent Bal                      |
| 1996 | De wachtkamer                   | Der Wartesaal                                                     | Gene Bervoets       | Jos Stelling                     |
| 1995 | De Vliegende Hollander          | Der fliegende Holländer                                           | Zoon van Netelneck  | Jos Stelling                     |
| 1988 | Spoorloos                       | Spurlos verschwunden                                              | Rex Hofman          | George Sluizer                   |
| 1979 | Een vrouw tussen hond en wolf   | Eine Frau zwischen Hund und Wolf                                  | Soldat              | André Delvaux                    |

## Fernsehen
| Jahr | Staffel (Folge) | Originaltitel                  | Deutscher Titel | Rolle                         | Regie                                    |
| ---- | --------------- | ------------------------------ | --- | ----------------------------- | ---------------------------------------- |
| 2015 | 1 – 3           | Professor T.                   | (Anmerkung: Bei der gleichnamigen deutschsprachigen Serie Professor T. handelt es sich um eine eigenständige Adaption.) | Herman Donckers               | Indra Siera, Tim Mielants, Gijs Polspoel |
| 1994 | 1               | De Legende van de Bokkerijders | Die Bockreiter | Dr. Kirchhoffs und 2. Kapitän | Karst van der Meulen                     |